# والنتین اوریم
والنتین آوریم (انگلیسی: Valentijn Overeem؛ زادهٔ ۱۷ اوت ۱۹۷۶) کیک‌بوکسینگ‌کار، ورزشکار هنرهای رزمی ترکیبی و سامبوکار اهل پادشاهی هلند است. وی بین سال‌های ۱۹۹۶ تا ۲۰۱۸ میلادی فعالیت می‌کرد.
از باشگاه‌هایی که در آن بازی کرده‌است می‌توان به گلدن گلوری اشاره کرد.